# کن شیمیزو
کن شیمیزو (انگلیسی: Ken Shimizu؛ زاده ۱ سپتامبر ۱۹۷۹) یک بازیگر پورنوگرافی اهل ژاپن است.